# False Bay

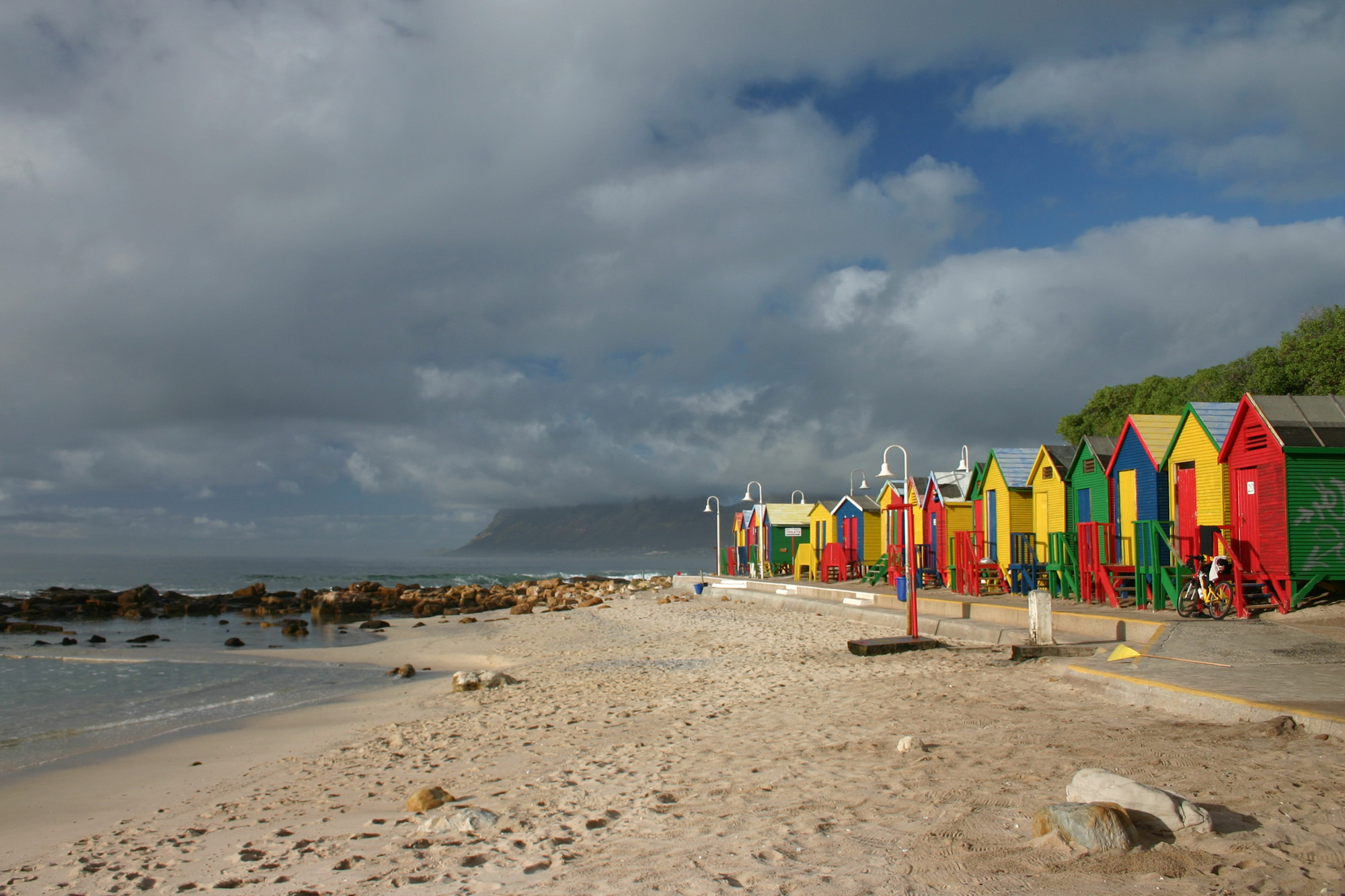
Strandhäuser in Muizenberg

Die False Bay (afrikaans: Valsbaai; deutsch etwa: „Falsche Bucht“) ist eine Bucht am Kap der Guten Hoffnung im südwestlichen Teil Südafrikas.

## Beschreibung und Lage
Die östlichen und westlichen Küsten der False Bay sind sehr felsig; an einigen Stellen münden große Klippen im tiefen Wasser. Die nördliche Küste verläuft an einem langen, kurvigen Sandstrand. An diesem Strand liegt das Areal, das als Cape Flats bekannt ist. Die Bucht umfasst an ihrem weitesten Punkt eine Spanne von 30 Kilometern und befindet sich südöstlich von Kapstadt. Die Orte Simon’s Town, Fish Hoek, Muizenberg, Mitchells Plain, Strand und Khayelitsha liegen direkt an der Bucht. Auf Höhe der Ortschaft Strand reichen die Hottentots-Holland Mountains, die südlichsten Ausläufer des Kap-Faltengürtels, bis an die Küste der Bucht.
Das Kap der Guten Hoffnung liegt westlich der False Bay am südlichsten Punkt der Kap-Halbinsel.

## Geschichte
Bartolomeu Dias beschrieb die Bucht erstmals 1488 als „Golf zwischen den Bergen“. Der Name „False Bay“ stammt von Seefahrern, die in die Bucht steuerten, weil sie die Bucht fälschlicherweise für die Tafelbucht hielten.
Die Bounty traf am 24. Mai 1788 in der False Bay bei Kapstadt ein, wo sie generalüberholt werden musste.

## Klima
Es herrscht ein mediterranes mildes Klima mit warmen, trockenen Sommern und kalten, nassen Wintern. Im Winter können Stürme vom Nordwesten über das Land wehen, im Sommer wird das Klima von warmen Winden aus Südosten bestimmt. Das Wasser in der Bucht ist rund 6 °C wärmer als das Wasser in der westlich gelegenen Tafelbucht.

## Tourismus
Die False Bay eignet sich zum Angeln, da hier oftmals Fischschwärme vorbeiziehen. In der Bucht können sich jedoch sogenannte „Monsterwellen“ bilden, die mit großer Wucht auf die felsigen Klippen der Bucht treffen. Viele Fischer fielen diesen Wellen zum Opfer, die ohne jegliche Vorwarnung entstehen. Auch das Segeln ist eine der vielen Freizeitaktivitäten in der Bucht. Rund um die Bucht sind zahlreiche Segel- und Yachtclubs ansässig.
In der Bucht gibt es eine kleine Insel, die als Brutstätte für Kaprobben (Südafrikanischer Seebär) dient. Die Aktivität der Robben zieht die Aufmerksamkeit des Weißen Hais nach sich, der dort oft gesichtet wird. So ereignete sich am 10. Januar 2010 ein Angriff auf einen Mann aus Simbabwe, der im Dorf Fish Hoek 100 Meter vor der Küste schwamm und tödlich attackiert wurde.